# ワールドサッカーウイニングイレブン9
『ワールドサッカーウイニングイレブン9』は、コナミ（現コナミデジタルエンタテインメント）より2005年8月4日に発売されたPlayStation 2用ゲームソフト。ウィニングイレブンシリーズ生誕10周年記念作品。
同年9月15日にはPlayStation Portable版『ワールドサッカーウイニングイレブン9 ユビキタスエヴォリューション』が発売された。マスターリーグや実況、ゴール演出等が削除されており、ワイヤレス対戦に特化したバージョンとなっている。

## 概要
ウイニングイレブンシリーズの1つで、実況はジョン・カビラ、解説は北澤豪が担当。イメージキャラクターはジーコ、中村俊輔。
日本代表がインターナショナルカップ優勝をめざす「ニッポンチャレンジ～Go for 2006!～」を収録（PSP非対応）。
本作もオンライン対戦に対応し（PSP非対応）、新たにマスターリーグのチームもオンラインで使用できるようになった。サービスは2006年7月31日で終了。

## 評価
GAME Watchのレビューによると「初心者にはけっこうハードルが高い」としている。